# Keys to the Kingdom
"Keys to the Kingdom" là một bài hát của ban nhạc rock người Mỹ Linkin Park trong album phòng thu thứ 6 của họ, The Hunting Party. Đây là bài hát mở đầu của album và lọt vào bảng xếp hạng UK Rock ở vị trí thứ 33, mặc dù nó không được phát hành làm đĩa đơn. Bài hát được sáng tác bởi ban nhạc và được sản xuất bởi ca sĩ Mike Shinoda và tay guitar chính Brad Delson.

## Biên soạn
"Keys to the Kingdom" được giải thích trong bản xem trước của album là, "Ngay lập tức, ca khúc này toát ra hơi hướng punk xưa cũ với một chút biến tấu mới. Những tiếng trống dồn dập và những tiếng riff bùng nổ tạo ra một yếu tố nặng đô. Giọng ca chính Chester Bennington tung ra những giai điệu luyến láy và sự cân bằng trong các câu rap của Shinoda tạo nên một sự kết hợp mạnh mẽ." 

## Đón nhận
Trong một bài đánh giá từng ca khúc cho album, Kenneth Partridge của Billboard đề cập đến việc "trở về phong cách tiếp cận cơ bản" của Linkin Park, phần mở bài theo phong cách punk mạnh mẽ và âm thanh nu metal tổng thể giống với những sản phẩm đời đầu của họ.

## Nhân sự
- Chester Bennington - ca sĩ
- Mike Shinoda - hát chính và hát rap, guitar đệm, đàn organ
- Brad Delson - guitar chính, hát bè, lập trình
- Dave "Phoenix" Farrell - guitar bass, hát bè
- Joe Hahn - sampling, lập trình
- Rob Bourdon - trống, bộ gõ

## Xếp hạng
| Bảng xếp hạng (2014)              | Vị trí cao nhất |
| --------------------------------- | --------------- |
| UK Rock (Official Charts Company) | 33              |